# London
London är huvudstad i Storbritannien och (de facto) i riksdelen England. London är även en världsstad. Staden grundades under namnet Londinium som huvudstad i den romerska provinsen Britannia, för vilken den också utgjorde hamnstad vid floden Themsen. Floden delar staden i en nordlig och en sydlig del, vilka binds samman av många broar och tunnlar; den mest kända bron är den nygotiska Tower Bridge. London ligger i den sydöstra delen av landet och är Storbritanniens ekonomiska, politiska och kulturella centrum och bland annat säte för det brittiska kungahuset, parlamentet och landets regeringsinstitutioner.
London hade drygt 9,3 miljoner invånare 2020, och med förorter (London Metropolitan Area) omkring 13,8 miljoner invånare i början av 2015. Vid folkräkningen 2001 var nästan 22 procent av befolkningen född utanför EU.
London har genom historien haft stort inflytande på kultur, finans, handel och politik både nationellt och internationellt. Staden har i ett historiskt perspektiv gynnats av Storbritanniens dominerande ställning, dels som ledande industriland men även genom en framträdande roll inom handel och politik. Även idag utgör London ett av världens största finansiella centra och har bland de högsta BNP per person bland europeiska städer.
London har även en framträdande roll inom utbildning och kultur. I staden finns flera universitet och högskolor, bland annat Imperial College London samt University of London. University of London grundades 1836 och består av ett tjugotal självstyrande enheter, bland annat University College, King's College och London School of Economics. Staden har en lång rad anrika museum, bibliotek, teatrar och liknande kulturcentra, som tillsammans förvaltar ett kulturarv från både Storbritannien och världen.

## Historia
London grundades av Romerska riket under dess styre över de brittiska öarna. Det namn som romarna gav staden, Londinium, har förromersk bakgrund och var möjligen det tidigare namnet på området. Denna befästa bosättning var huvudstad i den romerska provinsen Britannia. Efter Romarrikets fall övergavs Londinium och en saxisk stad vid namn Lundenwic etablerades omkring en och en halv kilometer längre västerut, i vad som nu är Aldwych, på 600-talet e Kr. Den gamla romerska staden återbefästes sedan i slutet av 800-talet eller början av 900-talet. Westminster var en gång en egen stad och har varit säte för det engelska hovet och regeringen sedan medeltiden. Så småningom växte Westminster och London ihop och bildade grunden för London, som blev Englands största stad – men inte huvudstad (Winchester var Englands huvudstad fram till 1100-talet).
London har stadigt vuxit genom århundradena, genom att omge och göra förorter av närliggande byar och städer, jordbruksmark, lantliga områden, ängar och skogar och har spritt sig i alla riktningar. Från 1500-talet till det tidiga 1900-talet blomstrade London som huvudstad i det brittiska imperiet.

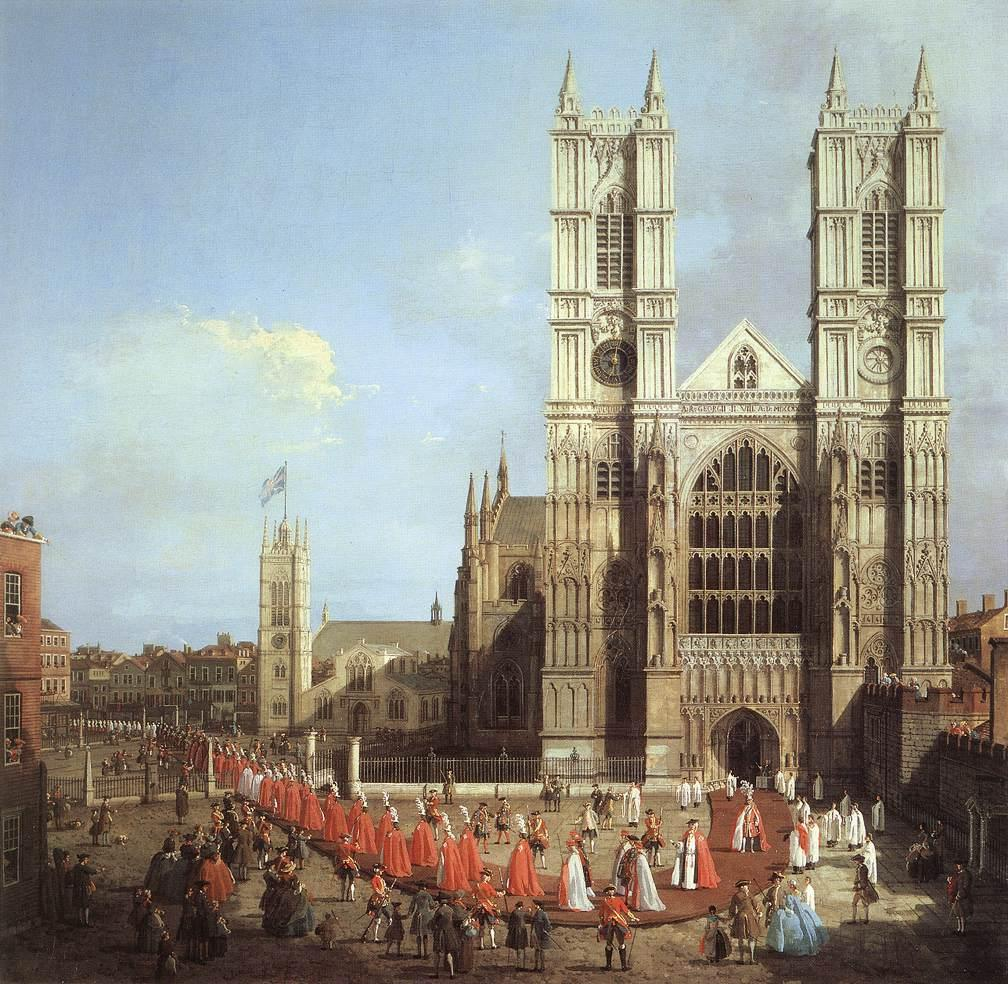
Westminster Abbey är en av Londons äldsta och viktigaste byggnader som syns här på en målning (Canaletto, 1749) och ett Världsarv.

År 1666 svepte den stora branden genom staden och förstörde en tredjedel av stadskärnan, endast Themsen hindrade elden från att nå den sydliga delen. Återuppbyggandet tog över ett årtionde att genomföra. Efter branden gav Christopher Wren ett nytt förslag på Londons stadskärna. Förslaget var inspirerat av Paris och skulle innebära en öppen och rymlig stadsplan till London, som historiskt präglats av trånga gator. Men bristen på pengar hindrade projektet och marken gavs tillbaka till de tidigare ägarna för att de själva skulle kunna bygga upp husen där de en gång hade stått. Christopher Wren lyckades dock förverkliga en del av projektet: Sankt Paulskatedralen.
Londons växande befolkning accelererade på 1700-talet och under det tidiga 1800-talet var det den största staden i världen. Londons lokala regeringssystem kämpade för att klara av denna snabba tillväxt, särskilt med att tillhandahålla tillräckligt med infrastruktur till staden. År 1855 skapades The Metropolitan Board of Works (MBW) för att ge London en infrastruktur som kunde klara av stadens tillväxt. MBW avskaffades 1889 och the County of London skapades, vilket administrerades av the London County Council, den första valda allomfattande administrativa enheten i staden.
Under det tidiga 1900-talet använde Londonborna kol för uppvärmning av hemmen, vilket skapade stora mängder rök. Tillsammans med särskilda klimatförhållanden orsakade detta ofta en karaktäristisk smog, och London blev känd för sin typiska Londondimma, även känd som Pea Soupers. London kallas också ibland för ”The Smoke” (”Röken”), antagligen på grund av detta. Man började därför att lägga fram planer under 1940-talet på att minska stadens befolkning i centrala London genom att upprätta ett "grönt bälte" runt staden där man skulle förlägga bostäder, industrier och jobb. Dessa planer förstärktes även under 1950-talet, i och med de kraftiga luftföroreningarna som hade uppstått i innerstaden. År 1956 infördes The Clean Air Act på grund av en femdagars pea souper, från 5 till 9 december 1952 varefter man krävde att särskilda rökfria zoner skulle upprättas, där rökfritt bränsle fordrades. Undersökningarna visade att 4 000 personer avlidit i förtid på grund av smogen, känd som Great Smog, 1952.

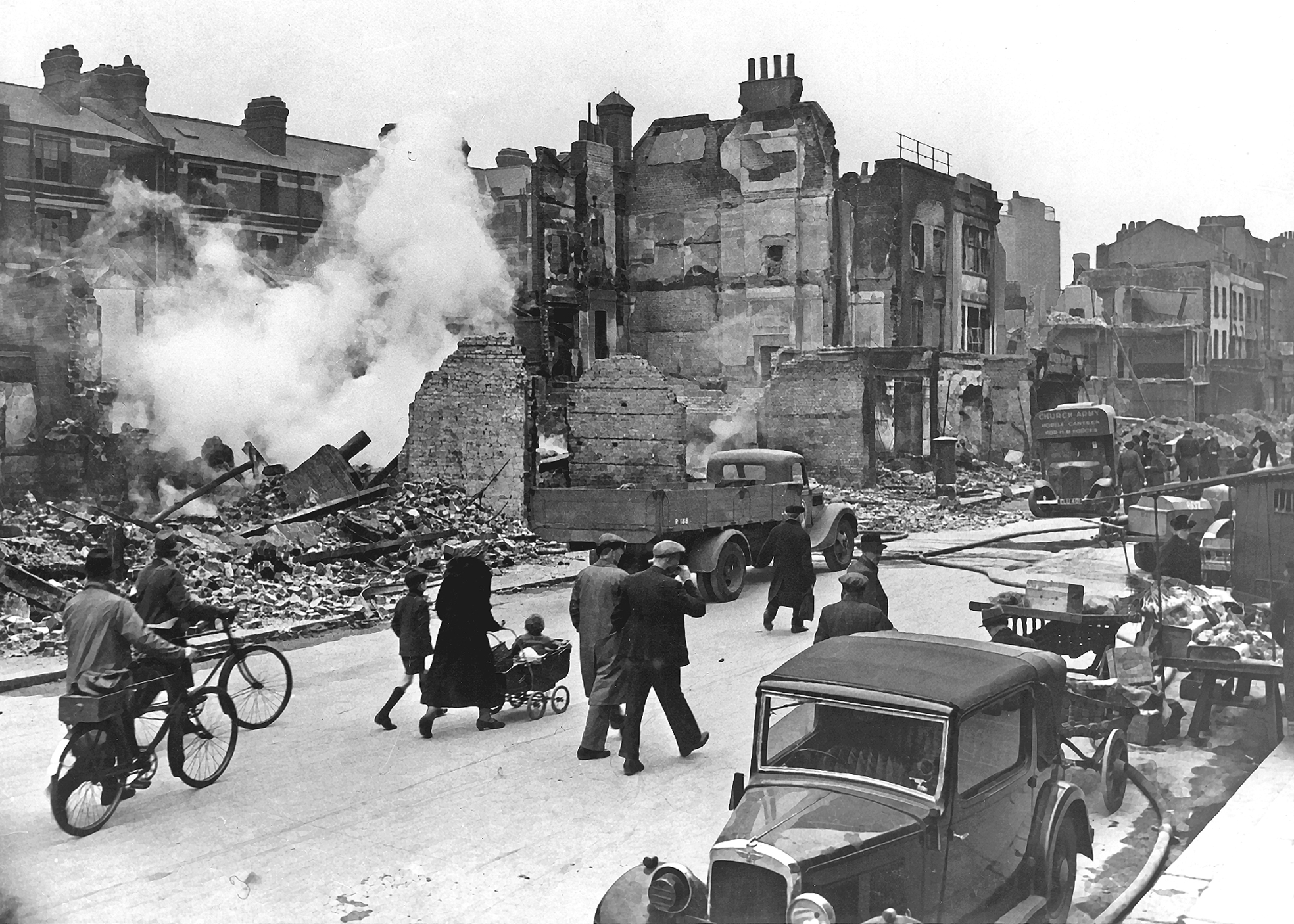
En gata i London under Blitzen i andra världskriget.

Det som antagligen har varit de största förändringarna i London under de senaste 100 åren har sitt upphov i Blitzen och annan bombning av det tyska Luftwaffe som ägde rum under andra världskriget. Bombningarna dödade mer än 30 000 Londonbor och jämnade stora områden med bostadshus och andra byggnader över hela London med marken. Återuppbyggnaden under 1950-talet, 1960-talet och 1970-talet karaktäriserades av många olika arkitektoniska stilar och har resulterat i en avsaknad av enhetlighet i arkitekturen, som har blivit en del av Londons stadsbild.
År 1965 avlöstes London County Council av Greater London Council (GLC). Storlondon inbegrep många fler förorter i huvudstaden, inklusive tjugo av nuvarande Londons boroughs. GLC avskaffades 1986 av Margaret Thatchers konservativa regering efter konflikter med församlingen som styrdes av oppositionspartiet Labour med Ken Livingstone i spetsen. Befogenheterna överläts istället på the boroughs. London fick åter en folkvald fullmäktige 2000, Greater London Authority (GLA), efter en folkomröstning år 1998. Även en borgmästarpost infördes, vilken Livingstone vann både i valet 2000 och 2004. I valet 2008 fick han dock se sig besegrad av Boris Johnson. Ett maktskifte skedde återigen 2016 då Labours kandidat Sadiq Khan valdes till posten.
Provisoriska IRA genomförde flera attentat i London mellan 1970-talet och 1990-talet. Terrorhoten har under 2000-talet istället främst kommit från islamister. Flera självmordsattentat i kollektivtrafiken inträffade den 7 juli 2005, vilket tog ett femtiotal liv och skadade flera hundra personer. Staden drabbades återigen av terrordåd 22 mars 2017, då en gärningsman körde en bil mot en folksamling vid Westminster Bridge och Westminsterpalatset. Sex personer avled och 40 skadades. Den 3 juni samma år avled 10 personer och 50 skadades när en attack inträffade i centrala London.

## Geografi

### Klimat
London har ett maritimt klimat med liten temperaturskillnad mellan årstiderna. Somrarna är varma med normaltemperaturer sommartid på cirka 20–22 °C dagtid och 12–14 °C nattetid. Temperaturen kan vid högtryck under sommaren nå över 30 grader, enstaka gånger över 35 grader. På vintrarna är det kyligt med temperaturer på omkring 2–8 °C. Snöfall i London är ovanligt, men lätt snöfall inträffar ändå någon gång varje vinter.
|                                            | Jan | Feb | Mar | Apr | Maj | Jun | Jul | Aug | Sep | Okt | Nov | Dec |
| ------------------------------------------ | --- | --- | --- | --- | --- | --- | --- | --- | --- | --- | --- | --- |
| Normaldygnets maximitemperaturs medelvärde | 7   | 8   | 10  | 13  | 17  | 20  | 22  | 22  | 19  | 15  | 10  | 8   |
| Normaldygnets minimitemperaturs medelvärde | 2   | 3   | 4   | 6   | 9   | 12  | 14  | 13  | 11  | 9   | 5   | 3   |
|                                            |     |     |     |     |     |     |     |     |     |     |     |     |
| Nederbörd                                  | 53  | 36  | 48  | 47  | 51  | 50  | 48  | 54  | 53  | 57  | 57  | 57  |

| Diagram | temperaturer i °C • månadsnederbörd i mm • Källa: World Weather Information Service | temperaturer i °C • månadsnederbörd i mm • Källa: World Weather Information Service | temperaturer i °C • månadsnederbörd i mm • Källa: World Weather Information Service | temperaturer i °C • månadsnederbörd i mm • Källa: World Weather Information Service | temperaturer i °C • månadsnederbörd i mm • Källa: World Weather Information Service | temperaturer i °C • månadsnederbörd i mm • Källa: World Weather Information Service | temperaturer i °C • månadsnederbörd i mm • Källa: World Weather Information Service | temperaturer i °C • månadsnederbörd i mm • Källa: World Weather Information Service | temperaturer i °C • månadsnederbörd i mm • Källa: World Weather Information Service | temperaturer i °C • månadsnederbörd i mm • Källa: World Weather Information Service | temperaturer i °C • månadsnederbörd i mm • Källa: World Weather Information Service | temperaturer i °C • månadsnederbörd i mm • Källa: World Weather Information Service |
|         | 53 7 2                                                                              | 36 8 3                                                                              | 48 10 4                                                                             | 47 13 6                                                                             | 51 17 9                                                                             | 50 20 12                                                                            | 48 22 14                                                                            | 54 22 13                                                                            | 53 19 11                                                                            | 57 15 9                                                                             | 57 10 5                                                                             | 57 8 3                                                                              |

Årsmedeltemperatur Årsmedeltemperaturen motsvarar Paris, lite drygt +10°C - men med mindre extremer.
TemperaturÅr−30−20−10010203040501930-011976-101989-082002-062015-04Högsta temperaturGenomsnittlig högsta temperaturGenomsnittlig lägsta temperaturLägsta temperaturÅrliga temperaturer i London

## Greater London

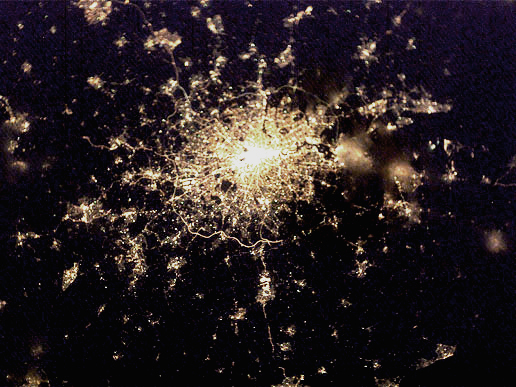
London nattetid sedd från internationella rymdstationen ISS.

Storlondon (Greater London) är ett administrativt storstadsområde, indelat i 33 kommuner, som på en övergripande nivå leds av en vald borgmästare och vars arbete granskas av en vald församling. De består av 32 boroughs samt det centralt belägna City of London, som administreras separat av City of London Corporation. Tolv av de mest centrala kommunerna räknas som Inre London (Inner London); dessa har också ett utökat samarbete inom vissa områden.
Boroughs

## Ekonomi och infrastruktur

### Näringsliv

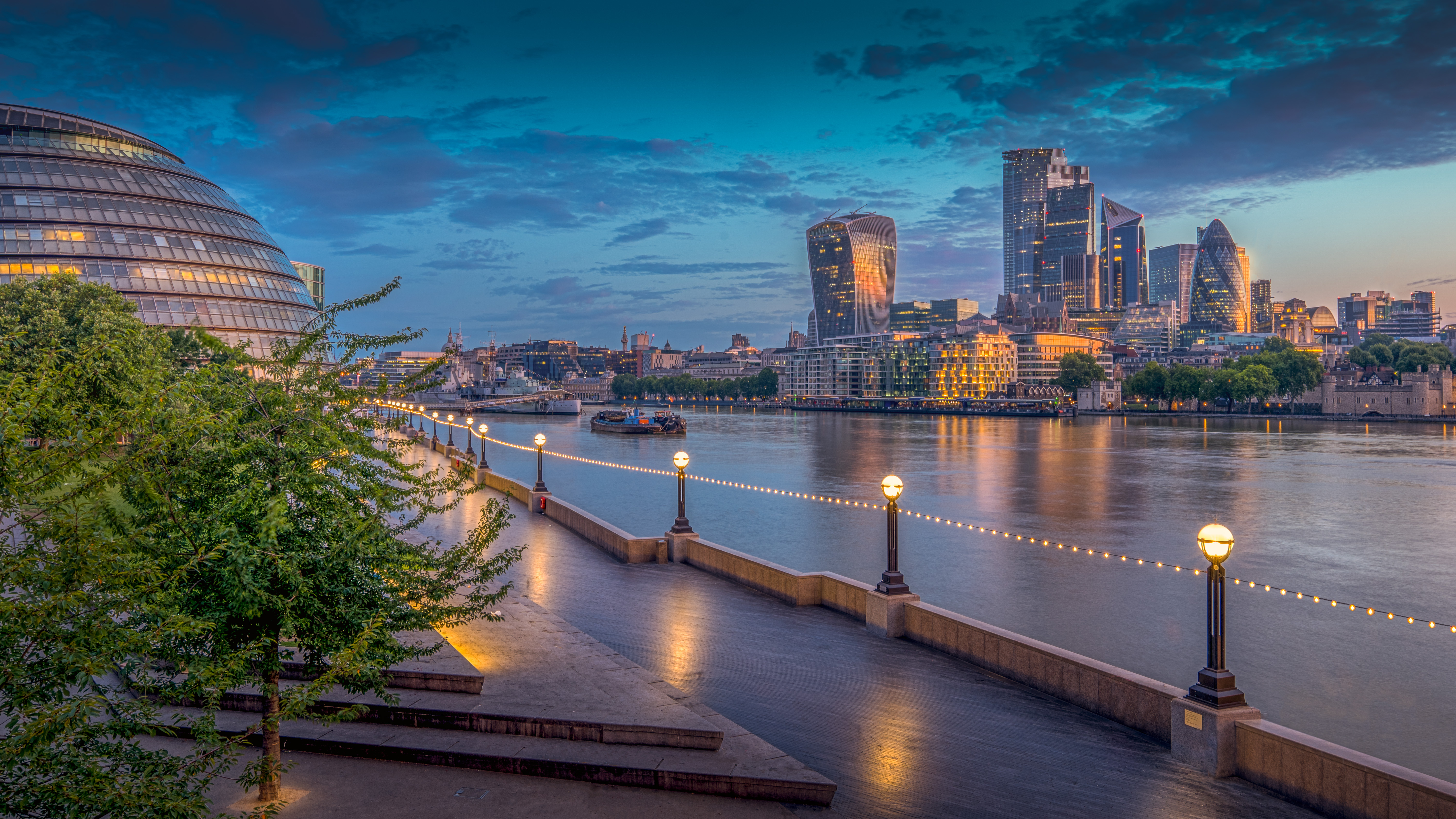
City of London till höger.

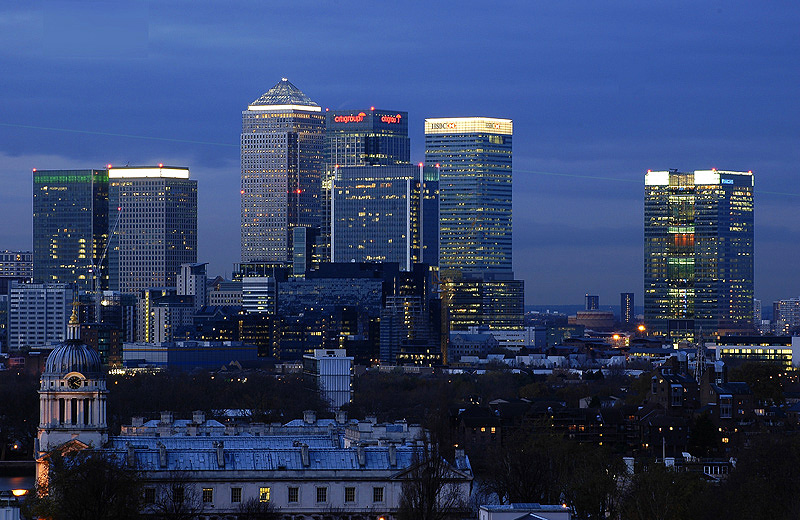
Canary Wharf i The Docklands

London är ett av världens största finansiella centrum och enligt exempelvis Forbes var London också världens viktigaste finanscentrum 2008.
I staden är 480 utländska banker baserade vilket är fler än någon annan stad i världen. London står för ungefär 20 procent (446 miljarder 2005) av Storbritanniens samlade BNP, London Metropolitan Area som är den största i Europa står för 30 procent (cirka 669 miljarder 2005). Stadens största industri är finansverksamheten och finansiell export som bidrar till Storbritanniens balansräkning (balance of payment). Fram till 2007 var 325 000 personer anställda inom den finansiella näringen.[källa behövs]
Men finanskrisen slog hårt mot arbetstillfällena i staden och arbetslösheten steg till över 10 procent. År 2012 var arbetslösheten nere på 8,5  procent efter satsningar på sommar-OS och infrastrukturprojekt. Tre år senare var ungefär 950 000 av stadens invånare sysselsatta inom försäkrings-, bank- och finansväsen. Som en följd av Brexit står finansväsendet inför en omorganisering.
Över hälften av Storbritanniens 100 främsta företag är baserade i London och över 100 av de 500 största företagen i Europa har sitt huvudkontor i staden.[källa behövs] Utöver företag är London även bas för Storbritanniens centralbank (Bank of England), börshus (London Stock Exchange) och försäkringsmarknaden Lloyds of London.
Londons hamn är Storbritanniens största sett till mängden gods och hanterar omkring 50 miljoner ton gods varje år. Londons näst mest konkurrenskraftiga sektor är mediesektorn, vars främsta arbetsgivare är det nationella tv-bolaget BBC tillsammans med andra huvudkontor för etermedia. Flera nationella och internationella dagstidningar och tidskrifter har sitt huvudkontor och redaktion i London.[källa behövs]
Omkring 10 procent av stadens förvärvsarbetande var sysselsatta inom turismen 2015. Samma år var uppgick antalet övernattningar till 13 miljoner vilket gjorde London till en av världens främsta turiststäder.

### Kommunikationer

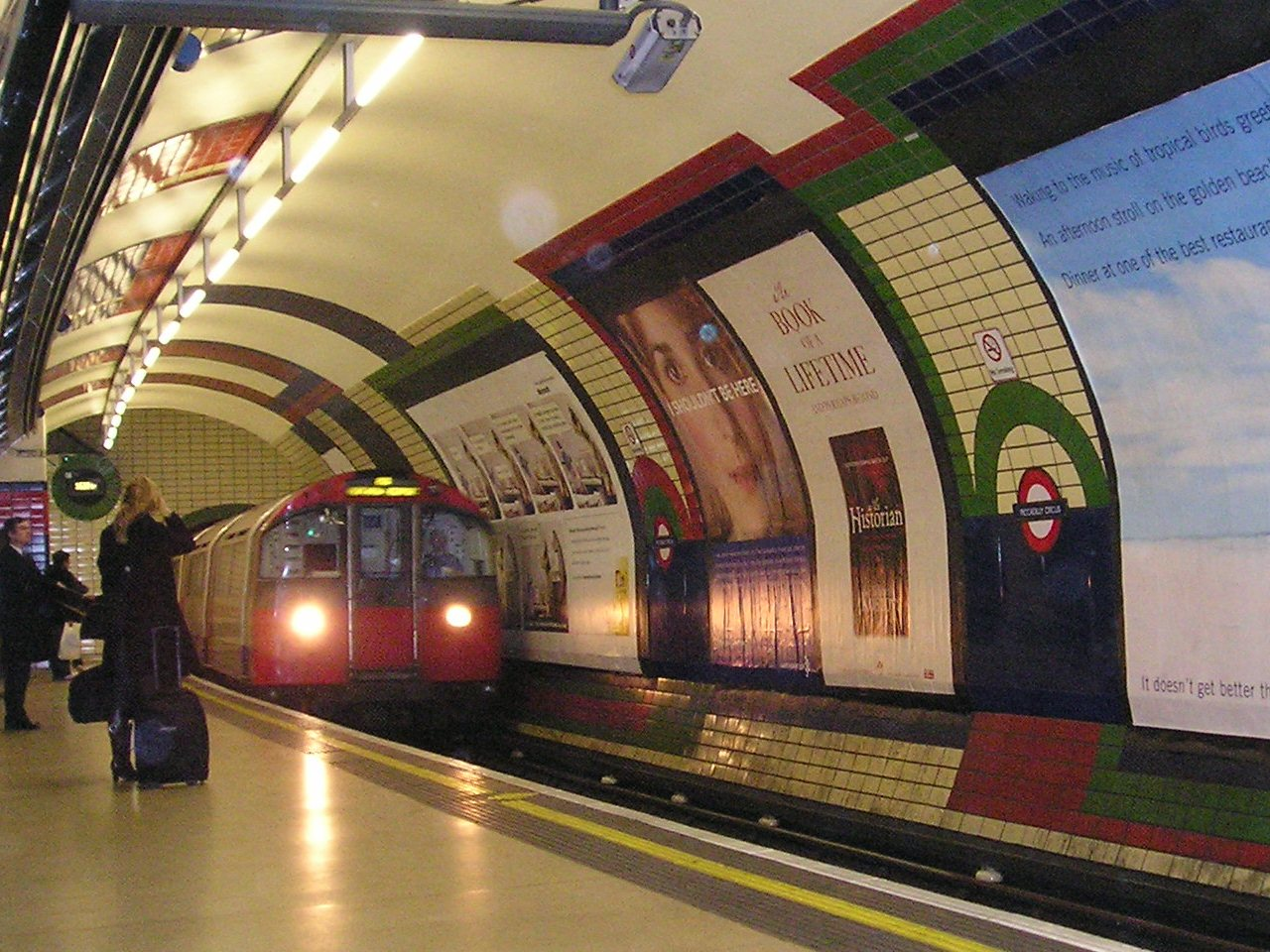
London Underground
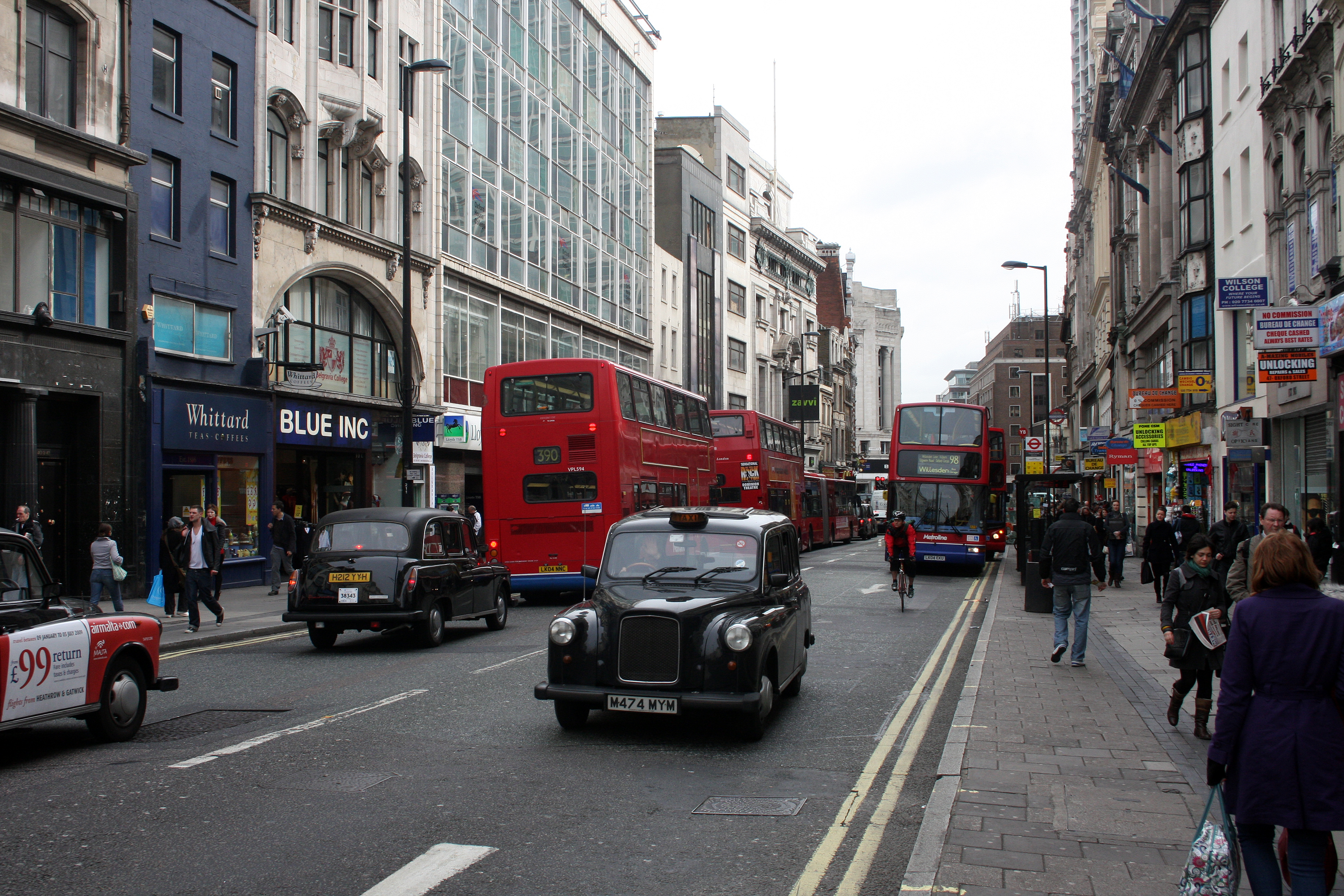
Londons taxibilar och dubbeldäckade bussar ger en karaktäristisk trafikbild.
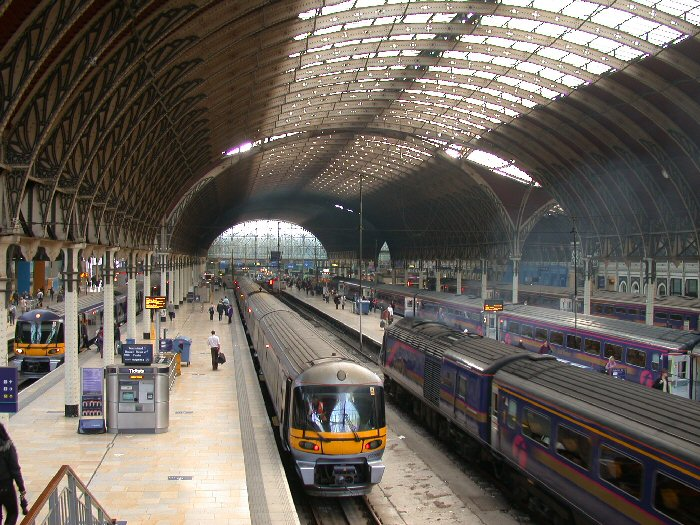
Paddington Station

#### Tunnelbana
London Underground, öppnad 1863, är världens äldsta tunnelbana och dessutom en av världens största, med en banlängd omkring 400 km. Londons tunnelbanetåg utnyttjas maximalt varje dag och trängseln är många gånger stor. På helger går tunnelbanan dygnet runt, fredag och lördag natt, samt natt före helgdag. Den 7 juli 2005 utsattes tunnelbanan för terroristattacker då flera bomber sprängdes och 52 personer dödades och ett hundratal skadades.

#### Buss
Busstrafiken är mycket omfattande i London. De mest typiska bussarna är röda dubbeldäckare vilka mer eller mindre blivit en symbol för London. En tidigare typ av dubbeldäckare var Routemaster, som har efterträtts av nya modeller i modernare design. Bussarna tar sig fram genom i stort sett hela London och dess förorter. Bussarna är rullstolsanpassade med ramp som fälls ut under dörrarna i mitten på bussen.

#### Järnväg
London har tolv stora järnvägsstationer. Varje station har hand om tågtrafiken i en viss riktning. Dessa start/slutstationer i centrala London är Paddington, Marylebone, Euston, S:t Pancras, King's Cross, Liverpool Street, London Bridge (delvis genomgående trafik), Waterloo (närbelägna "Waterloo East" har genomgående trafik), Victoria och Fenchurch Street samt Charing Cross och Cannon Street. All trafik från de båda sistnämnda terminalerna passerar dock även London Bridge (där även ytterligare linjer utgår från).
En knutpunkt söder om Themsen är Clapham Junction där trafiken från Victoria korsar trafiken från Waterloo, vilket gör Clapham Junction till den mest frekventerade i hela Storbritannien, mätt i antal tågavgångar. 
Tågen från varje slutstation har en huvudriktning, vilket dock inte förhindrar att man kan resa till till exempel Birmingham från både Marylebone och Euston. Till mindre städer, eller ett fåtal avlägsna städer, utgår tåg vanligen dock från endast en av de tolv huvudstationerna. Eurostar till Paris och Bryssel avgår från S:t Pancras International.
Londons pendeltåg trafikerar London med mycket täta avgångar, bland annat London Overground. London Overground öppnades 2007 och man har bland annat byggt om en före detta tunnelbanelinje till Overgroundnätet. London Overground är ett viktigt komplement till Londons Underground (tunnelbana). Elizabeth line är en pendeltågslinje som går i en lång tunnel under centrala London och går ut till olika förorter i väst/östlig riktning samt till London-Heathrow flygplats.
Docklands Light Railway är en järnväg med mindre förarlösa tåg som trafikerar Docklands och östra London.

#### Spårväg
Londons spårväg finns i södra London och öppnades för trafik år 2000. Idag består spårvagnsnätet av tre linjer men det finns planer på att bygga flera olika linjer.

#### Flyg
I själva London finns två flygplatser varav Heathrow är den största. London City Airport är en så kallad STOL-flygplats (Short Take Off and Landing) vilket innebär att den trafikeras av flygplan som har förmåga att starta och landa på mycket korta sträckor och med förhållandevis brant inflygning. Flygplatserna Gatwick, Luton, Stansted och London Southend Airport använder sig av stadsnamnet London i sina officiella namn, men de ligger i områden utanför staden.

#### Motorvägar
Från London utgår ett antal motorvägar som sträcker sig ut över stora delar av Storbritannien. Runt London går en motorväg, M25, i form av en ringled.

## Sevärdheter

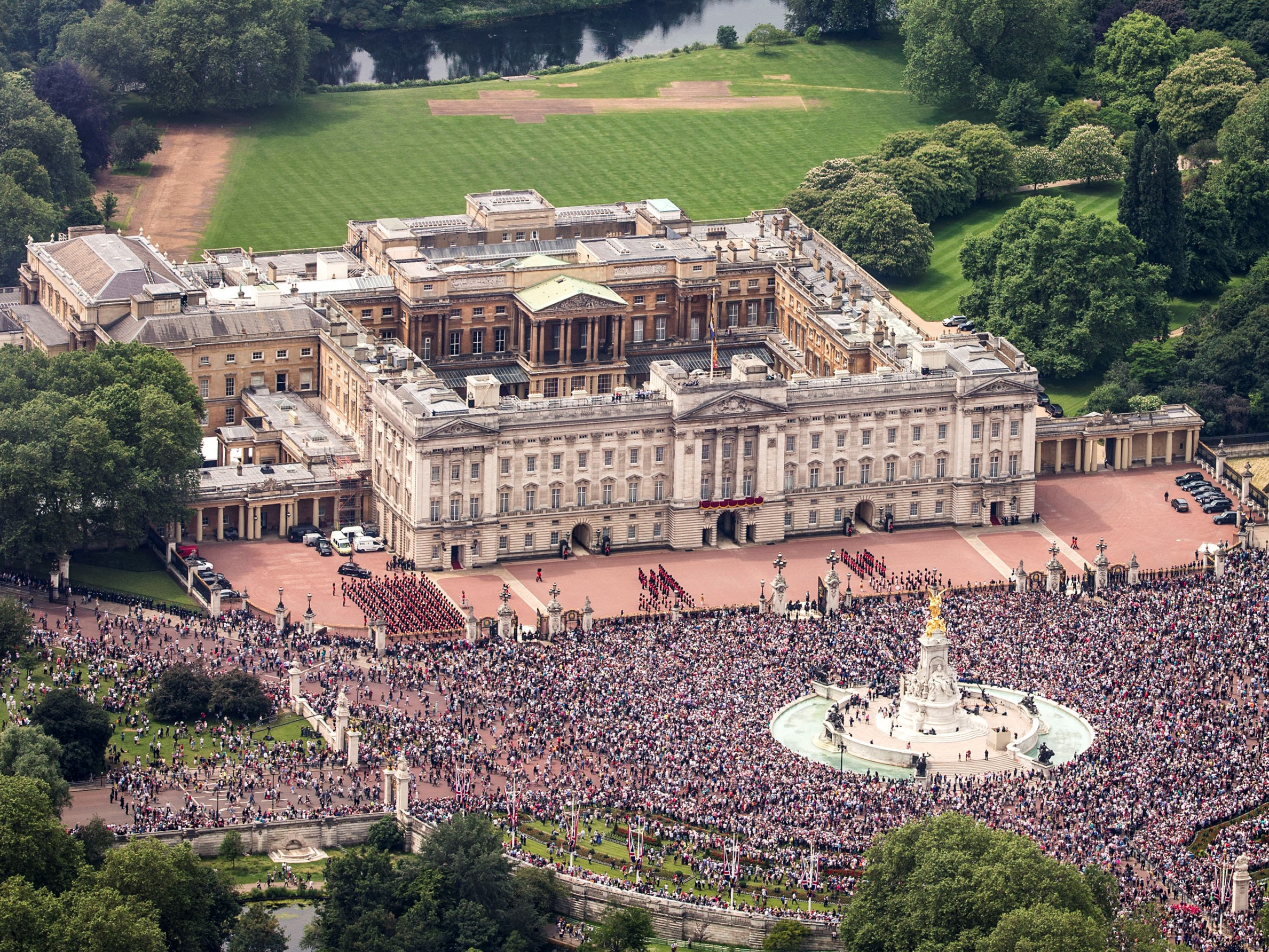
Buckingham Palace
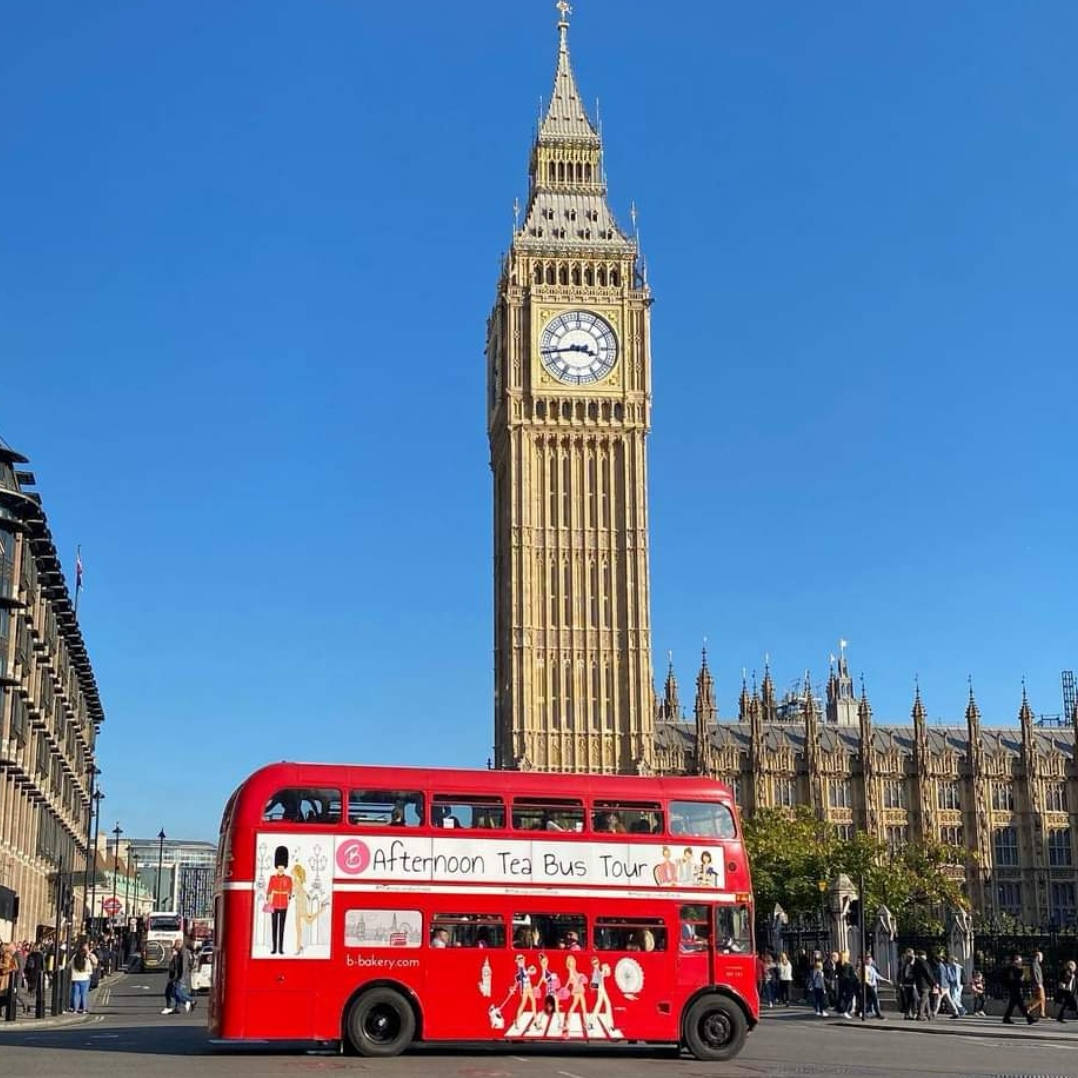
Westminsterpalatset
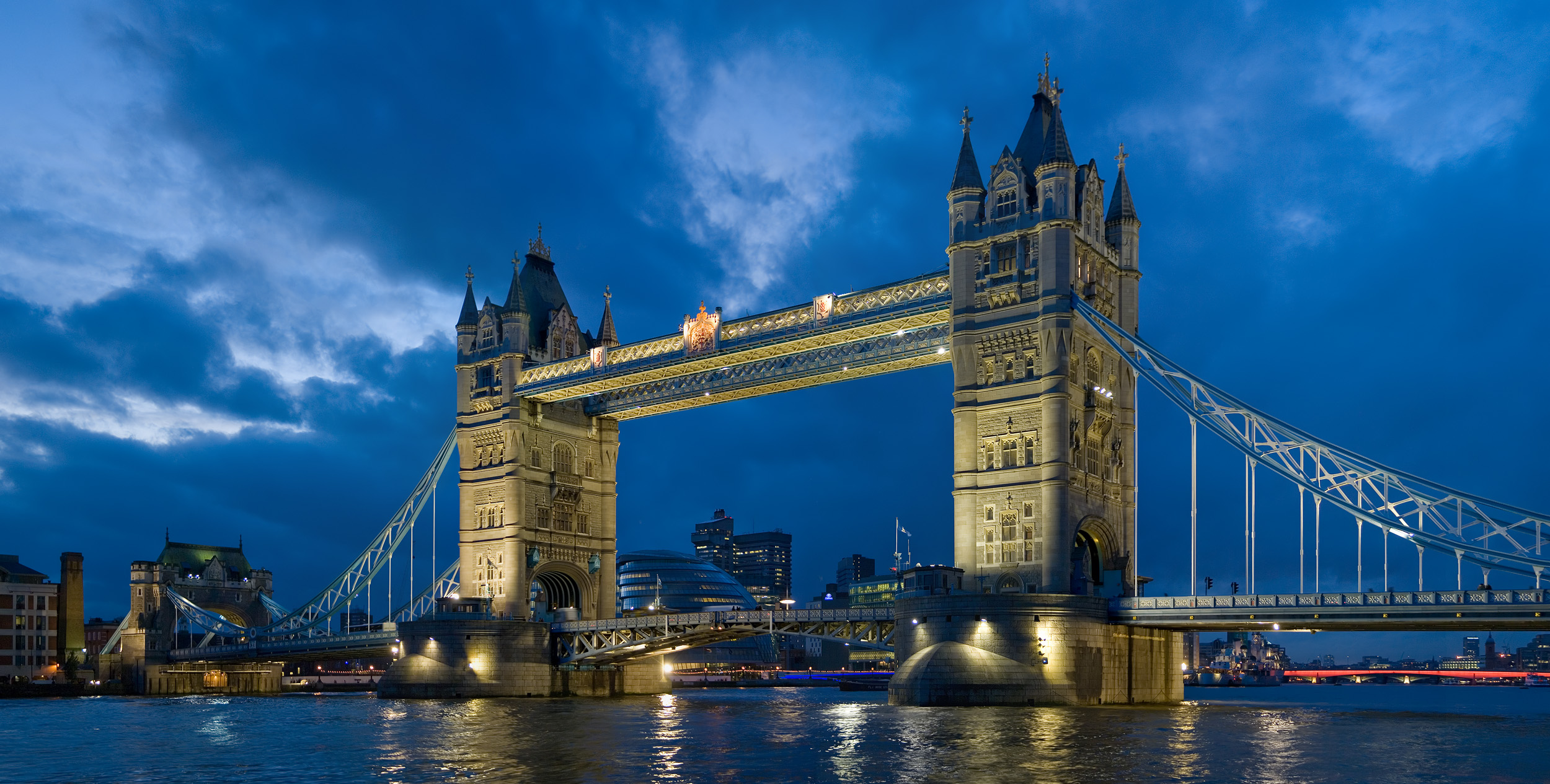
Tower Bridge
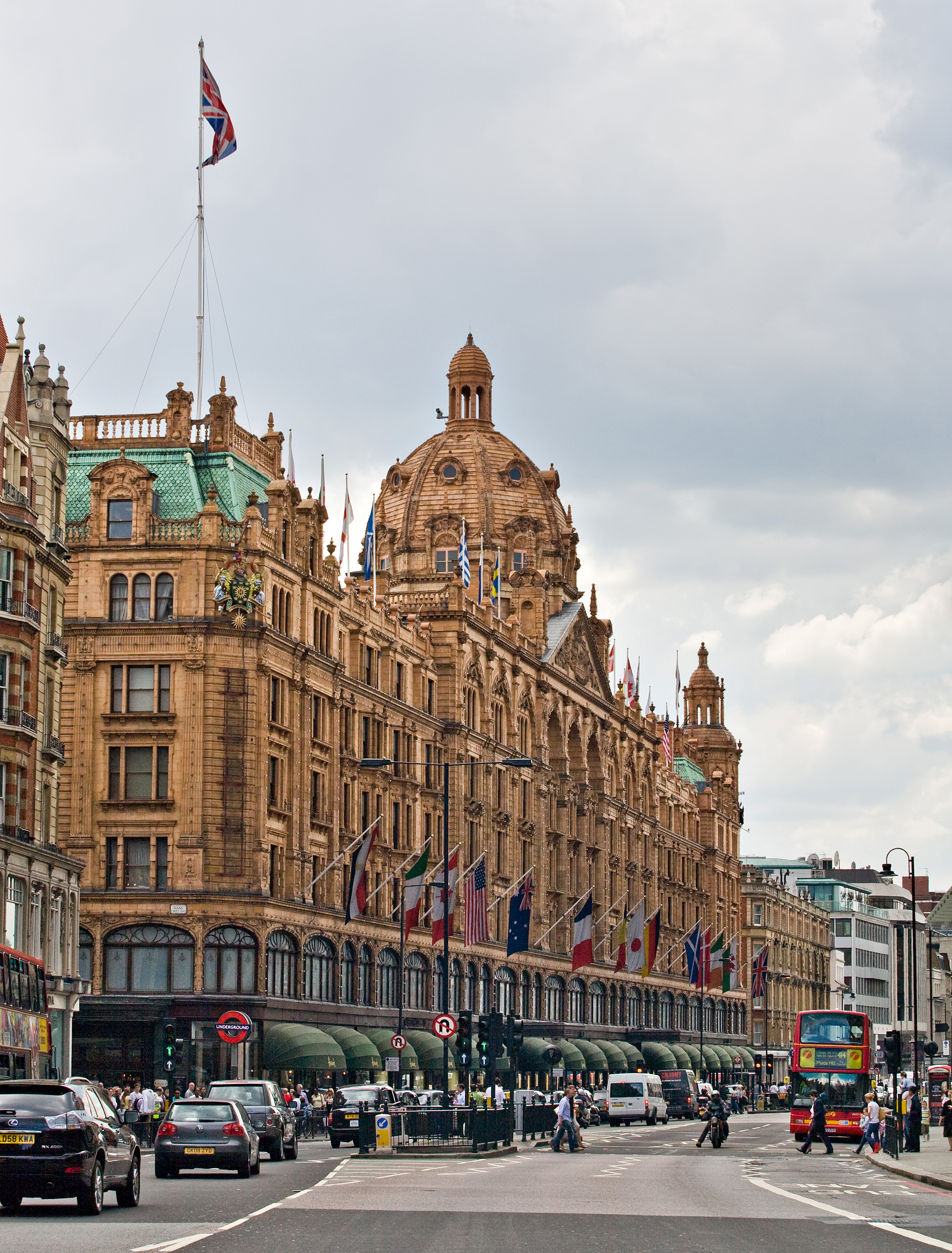
Harrods
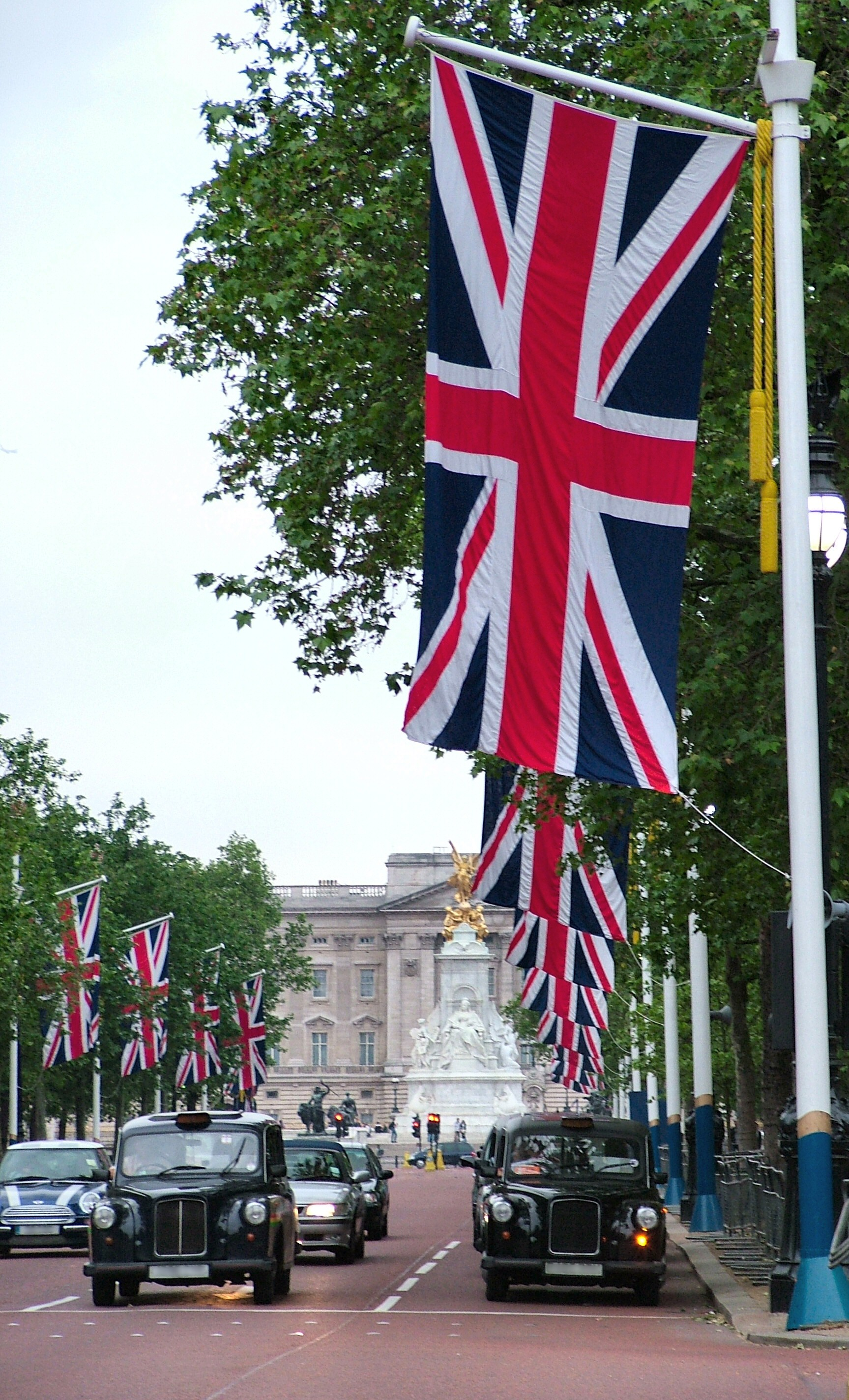
The Mall
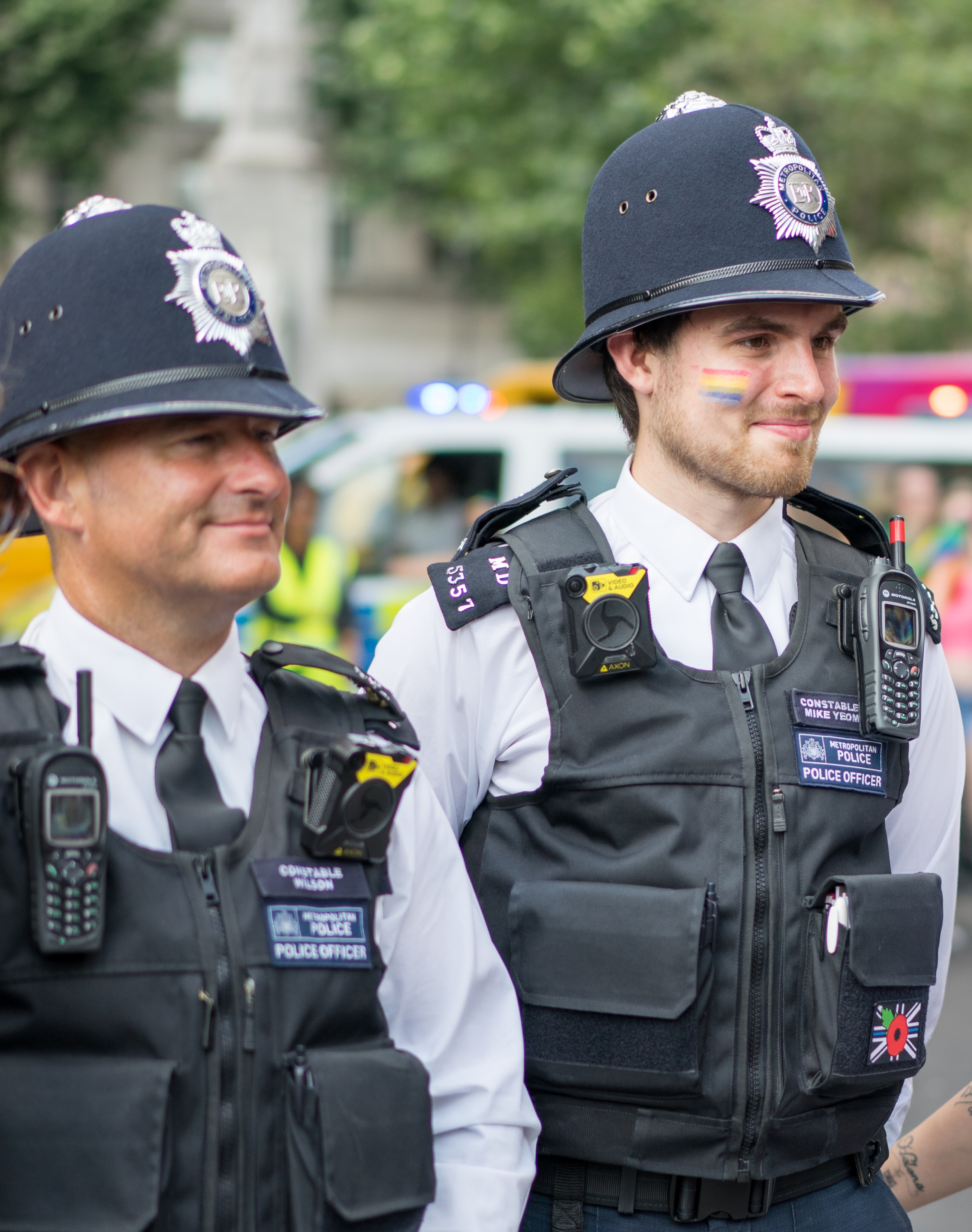
Polismän från Metropolitanpolisen

Centralt i stadsdelen Westminster finns de flesta kända sevärdheterna såsom Westminsterpalatset, med klockan Big Ben, med närhet till Downing Street, Westminster Abbey, Oxford Street, Piccadilly Circus och Trafalgar Square. Söder om centrala Soho finns Leicester Square med närhet till Charing Cross Road, Chinatown, Covent Garden Market och Cleopatras nål. I östra delen av Westminster återfinns Buckingham Palace med The Mall, Hyde Park med Speakers' Corner samt Harrods. I norra delen av Westminster finns Madame Tussauds  vaxkabinett. Söder om Themsen i Lambeth återfinns The London Eye och London Dungeon. 
I Londons gamla citykärna City ligger London Bridge, Sankt Paulskatedralen, Tower Bridge samt Tower of London.
Längre ut ligger Emirates Stadium, Kew Gardens, Battersea Power Station (före detta kolkraftverk, känt från omslaget till Pink Floyds album "Animals"), Abbey Road (övergångsställe känt från framsidan av Beatles-skivan med samma namn). Övrigt att se är BBC med Television Centre och Broadcasting House, Dubbeldäckare, Fotboll i London, Hampton Court Palace, Hamleys, Notting Hill (stadsdel, känd från filmen med samma namn) samt The O2 och Wembley Stadium.

### Museer
- British Museum
- Imperial War Museum
- National Gallery
- Natural History Museum
- Science Museum
- Tate Britain
- Tate Modern
- Victoria and Albert Museum

### Andra historiska platser
- Tyburn

## Kultur och nöjen

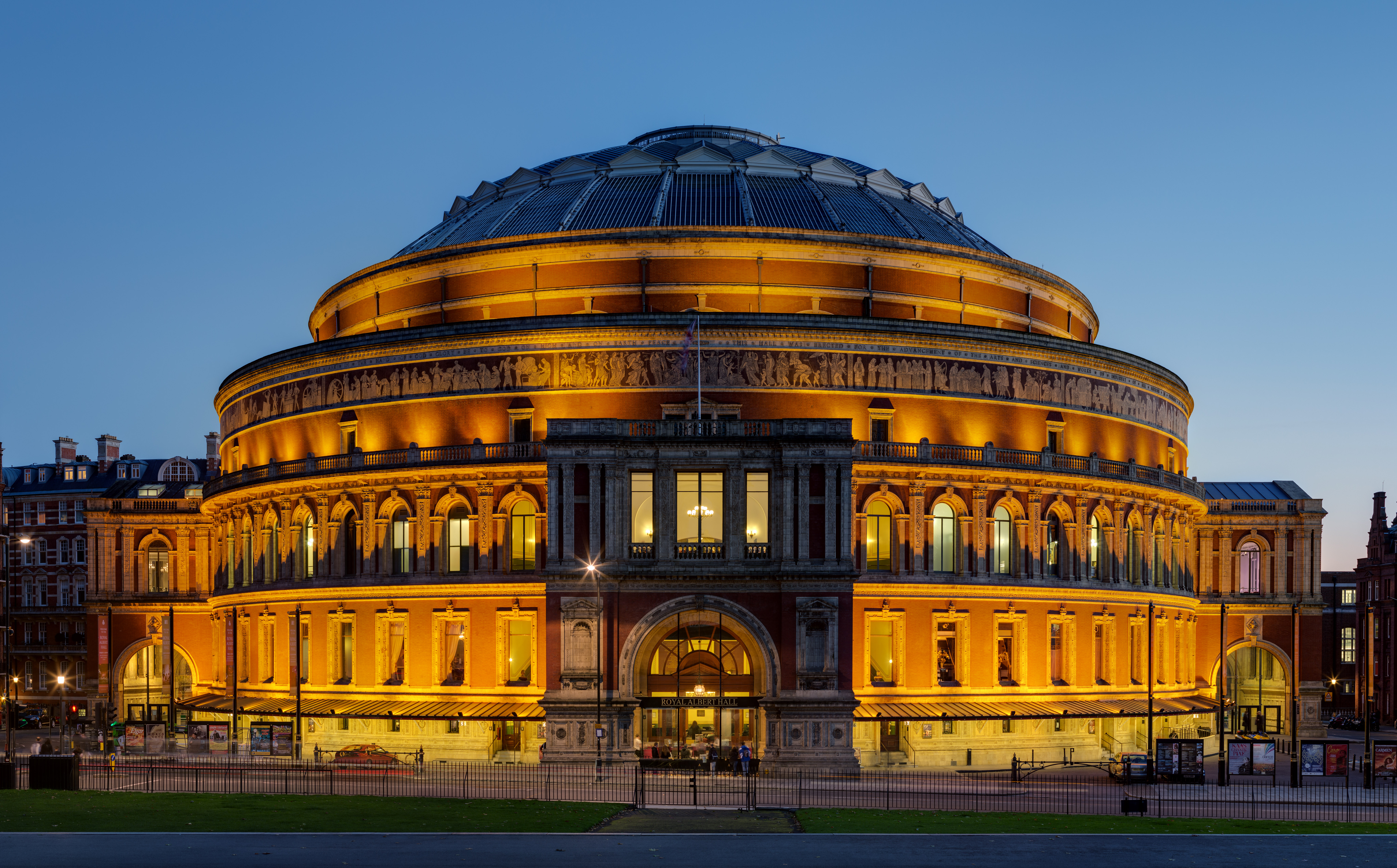
Royal Albert Hall

London är en av de stora musikstäderna i världen och säte för flera stora musikbolag, musiker och medarbetare inom musikindustrin. I London finns många orkestrar och konserthallar som Barbican Arts Centre, Cadogan Hall och Royal Albert Hall och operahus som Royal Opera House och London Coliseum. Här finns institutioner som Royal Academy of Music, Royal College of Music och Guildhall School of Music and Drama.
I staden arrangeras musikvenemang som Wireless Festival, South West Four, Lovebox och Hyde Park's British Summer Time. I staden har artister som Elton John, Pink Floyd, David Bowie, Queen, Kinks, Rolling Stones, The Who, Eric Clapton, Led Zeppelin, Small Faces, Iron Maiden, Fleetwood Mac, Elvis Costello, Cat Stevens, The Police, The Cure, Madness, The Jam, Dusty Springfield, Phil Collins, Rod Stewart och Sade verkat i och inspirerats av staden.
London har många museer, gallerier och andra institutioner med fritt inträde som är stora turistattraktioner och även spelar en stor roll för forskning British Museum var det första museet av denna typ och öppnade 1753. 1824 grundades National Gallery. I slutet av 1800-talet blev South Kensington centrum för kulturella och vetenskapliga institutioner med bland annat Victoria and Albert Museum, Natural History Museum och Science Museum. 1897 grundades Tate gallery som sedan 2000 återfinns på i Bankside Power Station som Tate Modern.
London har haft en betydande roll inom filmen med flera stora filmstudior och har varit inspelningsplats för en rad filmer. Bland kända skådespelare och filmmakare från London hör Charlie Chaplin, Alfred Hitchcock, Michael Caine, Helen Mirren, Gary Oldman, Christopher Nolan, Jude Law, Tom Hardy, Keira Knightley och Daniel Day-Lewis. Inom TV återfinns här stora produktionsstudies som BBC Television Centre, The Fountain Studios och The London Studios.

### Sport

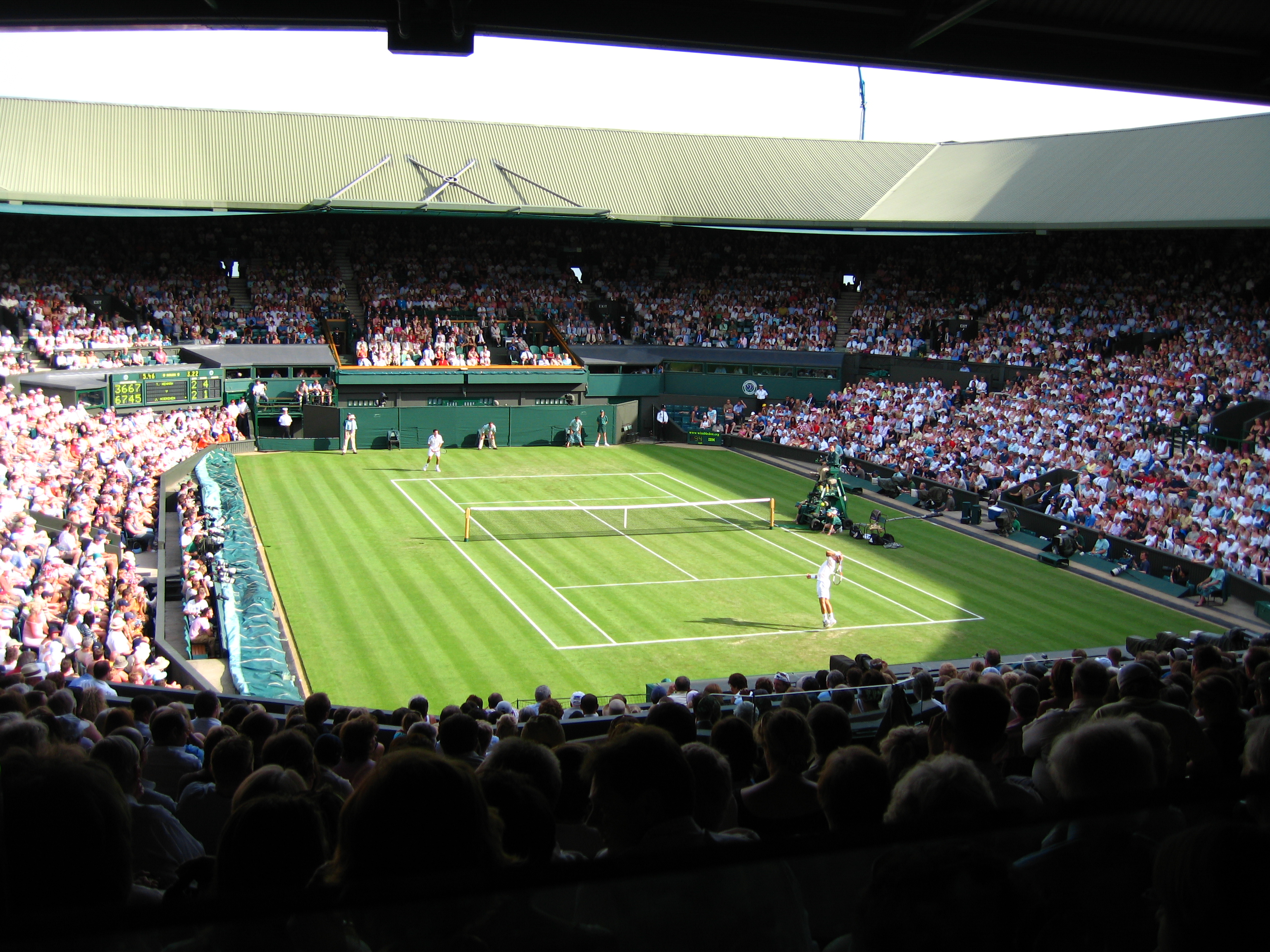
Wimbledons Centre Court 2005.

London är en stor idrottsstad framförallt förknippad med fotboll men också med de andra stora brittiska nationalsporterna (rugby och cricket). Därutöver arrangerar London ett av världens största maratonlopp i april varje år, London maraton, och har nationella topplag i bland annat basketboll. London har även varit värd för tre olympiska spel: 1908, 1948 och 2012. Staden var även arrangör för Brittiska imperiespelen 1934. År 2007 startade hela Tour de France med en prolog mitt i centrala London.
I London spelas varje år Wimbledonmästerskapen, vilken är en av de fyra stora tennisturneringarna i världen. Här spelas även ATP-slutspelet sedan 2009 i november på O2-arenan och ATP-turneringen Queen's Club Championships på gräs veckan innan Wimbledonmästerskapen.
Rugby union är en stor publikidrott, speciellt i medelklassförstäderna norr och väster om city. Twickenham är det engelska landslagets hem och London har tre av 12 klubbar i den högsta ligan. London har också ett lag i den högsta Rugby league-serien (Super League), London Broncos. Detta är dock till stor del av kommersiella skäl.
London har två välkända arenor för cricket, Lord's (hemmaplan för Middlesex och Marylebone Cricket Club) och The Oval (hemmaplan för Surrey County Cricket Club). Bägge är spelplatser för de återkommande testseriematcherna mot andra landslag.
Oxfords Universitet och Cambridges universitet tävlar i det klassiska The Boat Race på Themsen mellan Putney och Mortlake.
I basketboll spelar London Capital och London Leopards i högsta ligan i landet och i näst högsta spelar London United.
Världsmästerskapen i friidrott 2017 hölls på Londons Olympiastadion.

#### Fotboll
Fotboll är den populäraste publiksporten i London, som är hem för ett antal ledande fotbollsklubbar, såsom Arsenal, Chelsea, Fulham, Tottenham Hotspur, och West Ham United. Bortsett från Arsenal har Londonklubbarna inte vunnit lika många troféer som lagen från nordvästra England, Liverpool och Manchester United, men på senare år har även Chelsea, i konkurrens med framförallt Manchester United, etablerat sig som de ledande klubbarna. Det klassiska Londonderbyt är, trots Chelseas framgångar, derbyt i norra London mellan Arsenal och Tottenham Hotspur. Nationalarenan Wembley Stadium ligger i nordvästra London.
London var en av de sju arrangörsstäderna för fotbolls-VM 1966 och en av de åtta för europamästerskapet i fotboll 1996; finalerna vid dessa mästerskap spelades i London på  Wembley. Den europeiska mästarcupfinalen har spelats i London på Wembley 1968, 1978 och 1992, UEFA Champions League-finalen 2011 och 2013.